# Дюрер, Барбара
Барбара Дюрер (Хольпер) (нем. Barbara Dürer; 1452 год, Нюрнберг — 16 мая 1514 года, Нюрнберг) — мать художников Альбрехта, Ханса и Эндреса Дюреров.

## Биография
Родилась в семье нюрнбергского ювелира Иеронима Холпера и его жены Кунигунды Оллингер. Вышла замуж за Альбрехта Дюрера-старшего (08.06.1467), мигранта из Венгрии, который был подмастерьем её отца, но вскорости открыл собственную мастерскую. В браке с Альбрехтом Дюрером-старшим Барбара родила восемнадцать детей.

### Дети Альбрехта Дюрера-старшего и Барбары Холпер[1]
- Барбара (род. 12.07.1468);
- Йоханнес (род. 07.04.1470), умер в младенчестве;
- Альбрехт (21.05.1471—06.04.1528);
- Зебальд (род. 14.01.1472), умер в младенчестве;
- Иеронимус (род. 27.03.1473);
- Антон (род. 24.05.1474);
- Агнес (род. 21.01.1476), умерла в младенчестве;
- Маргарета (род. 21.01.1476), умерла в младенчестве (?), возможно, Маргрет Дюрерин, умершая между 01.05.1514 и 24.08.1514;
- Урсула (род. 02.07.1477);
- Ханс (род. 30.06.1478), умер в младенчестве;
- Агнес (род. 18.07.1479);
- Петер (род. 01.08.1481);
- Катарина (род. 22.08.1482);
- Эндрес (25.04.1484—21.04.1555);
- Зебальд (род. 18.04.1486);
- Кристина (род. 09.05.1488);
- Ханс (21.02.1490—1538);
- Карл (род. 08.08.1492)